# Glis minor
Espèce
Glis minor est une espèce éteinte de rongeurs de la famille des Gliridae.

## Distribution et époque
Ce loir a été découvert en Allemagne, en Autriche, en France, en Hongrie, en Italie, en Pologne et en Roumanie. Il vivait à l'époque du Miocène jusqu'au Pléistocène.

## Taxinomie
Cette espèce a été décrite pour la première fois en 1963 par le paléontologue polonais Kazimierz Kowalski (pl) (1925-2007). Une sous-espèce est reconnue : Glis minor complicatus..

## Publication originale
(en) Kowalski, 1963 : « The Pliocene and Pleistocene Gliridae (Mammalia, Rodentia) from Poland ». Acta Zool. Crac., vol. 8, no 14, p. 533-567 (texte intégral) (consulté le 26 octobre 2013).